# Breda (genre)
Pour l’article homonyme, voir Breda (homonymie).
Genre
Synonymes
- Paradescanso Vellard, 1924
- Oserictops Mello-Leitão, 1941
- Thianioides Mello-Leitão, 1941
- Bredops Mello-Leitão, 1944

Breda est un genre d'araignées aranéomorphes de la famille des Salticidae.

## Distribution
Les espèces de ce genre se rencontrent en Amérique du Sud et en Amérique centrale.

## Liste des espèces
Selon World Spider Catalog (version 18.0, 12/03/2017) :
- Breda akypueruna Ruiz & Brescovit, 2013
- Breda apicalis Simon, 1901
- Breda bicruciata (Mello-Leitão, 1943)
- Breda bistriata (C. L. Koch, 1846)
- Breda lubomirskii (Taczanowski, 1878)
- Breda milvina (C. L. Koch, 1846)
- Breda modesta (Taczanowski, 1878)
- Breda nanica Ruiz & Brescovit, 2013
- Breda notata Chickering, 1946
- Breda oserictops (Mello-Leitão, 1941)
- Breda paraensis Ruiz & Brescovit, 2013
- Breda tristis Mello-Leitão, 1944
- Breda variolosa Simon, 1901

## Publication originale
- Peckham & Peckham, 1894 : Spiders of the Marptusa group. Occasional Papers of the Natural History Society of Wisconsin, vol. 2, no 2, p. 85-156 (texte intégral).